# Топонимия Туркменистана

Крупнейшие населённые пункты Туркменистана

Топонимия Туркменистана — совокупность географических названий, включающая наименования природных и культурных объектов на территории Туркменистана. Структура и состав топонимии обусловлены такими факторами, как состав населения и история страны.

## Название страны
Название государства существует с 1924 года, когда в ходе национально-территориального размежевания из Туркменской области Туркестанской АССР и небольших частей территорий бывших Бухарской НСР (Туркменская АО) и Хорезмской НСР (Туркменская АО) была сформирована Туркменская ССР. В 1991 году страна провозгласила независимость и в принятой в 1992 году конституции установила название «Туркменистан». Топоним образован путём сочетания этнонима «туркмены» и ираноязычного форманта -стан — «страна». Этноним «туркмены», образованный от более общего этнонима «тюрки», известен с X века для обозначения народа, распространившегося в VIII—X веках от реки Талас до Каспийского моря (ранее использовался этноним огузы, этимология которого весьма спорна). В русской летописи, датируемой примерно 1096 годом, туркмены упоминаются как торкмены; в записках русского путешественника XV века Афанасия Никитина упоминается туркменская земля.

## Формирование и состав топонимии
В топонимии Туркменистана В. А. Жучкевич выделяет три основных топонимических пласта:
- нижний — древнейший (иранский)
- средний — тюркский
- верхний (неполный) — русский[4].

Довольно многочисленным является иранский пласт: Серахс, Фирюза, Сумбар, Мургаб, Дашт, Мадау и т. д. Как правило, топонимы иранского происхождения являются наиболее древними, относятся к гидронимам и древним поселениям и территориально располагаются в южной предгорной и горной частях страны. Гораздо реже встречаются топонимы арабского происхождения, которые, как правило, ассимилированы позднейшими наслоениями и имеют религиозно-культовую окраску: Хожамбаз, Хожагала, Имамбаба, Гурайыш и др..
В силу природных условий в топонимии Туркменистана значительную роль играют названия, характеризующие особенности местности, важные для кочевого скотоводства. Помимо терминов, характерных для Средней Азии в целом, для Туркменистана типичны термины, обозначающие временные водотоки и колодцы:гейман — место сбора вешних вод, адыр — расчленённая равнина, сув-ятак — понижение, куда стекают вешние воды, чин -временный водоток после ливней, газма — искусственная водосборная воронка, гуйы — колодец, гуррук — пересыхающий колодец.
Типичными для туркменского языка формантами являются: вода — сув, река — чай, озеро — кёль, песок — гум, гора — даг, город — кала, старый — кене, новый — янги и т. д. При этом, наряду с общетюркскими, присутствуют и форманты из иранских языков:бент (пристань), сардоба (водохранилище), кяриз (колодец с подземными галереями), чишме (родник), аб (вода) и т. д..
Характерными для топонимии Туркменистана являются топонимы Кызыл-Аяк, Буюн-Узун, Узунсу, Караконгур, Каракала, Кум-Даг, Дарган-Ата, Каракумы и т. д. Областью новейшей туркменской топонимии является север страны (Хорезм), где туркменские поселения возникли сравнительно недавно.
Русскоязычные топонимы на территории Туркменистана очень немногочисленны (менее 1 % от общей численности топонимов): Красноводск, Самсоново, Прохладное и т. д., при этом их количество в постсоветский период продолжает сокращаться.

## Топонимическая политика
В период 1987—2018 годов стране было переименовано 16 городов из 47 (34 %), по этому показателю на постсоветском пространстве страна занимает второе место после Таджикистана. Большая часть топонимической активности туркменских властей в постсоветский период была направлена на присвоение городам названий, транслирующих идеологические смыслы. Так, в 1992 году Кушку переименовали в Серхетабад, то есть «пограничный город», Чарджоу в 1999 — в Туркменабад, Безмеин в 2002 — в Абадан («благополучный»). Кроме того, до 2019 года Туркменистан был единственной страной на постсоветском пространстве, где проводилось присвоение населённым пунктам имени действующего главы государства. Так, в часть Сапармурата Ниязова переименовали Красноводск (в Туркменбаши), Кизыл-Арват (в Сердар — «вождь», один из титулов С.Ниязова), в честь его отца — Керки (в Атамурат). Кроме того, появились поселки Ниязов, Имени Сапармурата Туркменбаши и Гурбансолтан-Эдже (в честь матери Ниязова). В ходе административной реформы 2016 года все три поселка получили городской статус. После смерти туркменбаши крупных топонимических изменений в Туркменистане не происходило, хотя в 2017 году трём городам вернули исторические (в данном случае — дониязовские) названия. Новый президент страны Г. Бердымухамедов принял некоторые меры по ограничению культа Ниязова, но ограничение это оказались не слишком заметным (кроме того, к культу покойного туркменбаши добавился формирующийся культ самого Бердымухамедова). Из городов, названных в честь туркменбаши и членов его семьи, названия лишился лишь Атамурат (возвращено историческое название Керки).